# Salman ben Yerouḥam
Salman (Salomon) ben Yerouḥam (ou Yerouḥim) (hébreu : סלמן בן ירוחם) est un Sage karaïte du Xe siècle.  
Exégète biblique, poète et polémiste, il est considéré comme l'une des plus éminentes autorités de ce mouvement juif scripturaliste, opposé au judaïsme rabbinique traditionnel, et a été surnommé « le Sage » (haHakham) par ses pairs. Il est mentionné juste après Benjamin Nahawendi dans la prière pour le repos de l'âme des grands maîtres karaïtes décédés. 

## Éléments biographiques
Salman ben Yerouḥam naît à Bagdad vers 900 ou 910. Selon des sources karaïtes, il se rend encore jeune en Égypte, alors centre mondial du karaïsme, où il étudie auprès de Moshe ben Abraham Alfassi HaMedaqdeq (le Grammairien). L'introduction à la parashat Yitro qu'il lit à l'occasion de son hatan Torah devant l'assemblée des fidèles démontre une excellente maîtrise de l'hébreu et de sa grammaire, ainsi qu'une certaine compétence dans les domaines de l'exégèse biblique, de la Mishna et du Talmud. 
Selon une tradition karaïte, Salman, reconnu comme maître, aurait eu de nombreux disciples, parmi lesquels un certain Saïd al-Pithomi, futur Saadia Gaon. Toutefois, selon une autre tradition, vraisemblablement rabbanite, Salman aurait été l'un des leurs, passé au karaïsme par suite de ses relations orageuses avec Saadia; ces deux versions sont probablement légendaires, indiquant tout au plus l'antagonisme puissant entre ces deux champions de leurs doctrines. En effet, outre un zèle à propager sa doctrine commun à tous ses prédécesseurs, Salman est, contrairement à eux, d'une grande agressivité envers ses adversaires, et Saadia en particulier. Pour Alexander Marx, Salman serait en effet cet « adversaire injuste » (mutaḥamil hayyum) que réfute Saadia, et peut-être aussi l'auteur du Livre des Choses Honteuses, auquel Saadia a également répondu
Installé à Jérusalem, alors un important centre du karaïsme, Salman ben Yerouḥam se rend expressément à Babylone à la mort de son rival, accompagné de Sahl ben Matzliah, afin de se livrer à une puissante campagne missionnaire.

## Œuvres

### Milḥamot Adonaï
Ouvrage le plus connu de Salman, le Milḥamot Adonaï, (à ne pas confondre avec les livres homonymes de Gersonide et Avraham ben haRambam) est écrit en vers et divisé en 19 chapitres, chacun contenant 22 strophes de quatre lignes. Salman y attaque violemment les Rabbanites en général, et Saadia en particulier, avec force épithètes dépréciatifs.
Après avoir voulu démontrer l'inanité de la tradition orale, il réfute les sept arguments avancés en la faveur de celle-ci par Saadia dans son introduction à son commentaire du Pentateuque. Il critique ensuite les opinions de Saadia sur le calendrier hébraïque, les lois concernant l'inceste, la célébration du second jour de fête, etc., et l'accuse dans les termes les plus rudes d'avoir, dans sa polémique contre les Karaïtes, usé d'arguments en contradiction directe avec les enseignements de la Mishna et du Talmud, et dont il devait en conséquence savoir qu'ils étaient faux. 
Plusieurs manuscrits existent dans diverses bibliothèques européennes. Salman mentionne aussi un Katab al-Rudd 'ala al-Fayyumi (« Livre de la Réfutation du Fayyoumite »), qui était probablement une traduction en arabe de ce livre, aujourd'hui disparue.

Le Milḥamot Adonaï a été partiellement publié par Pinsker, Geiger, et Kirchheim, et traduit en anglais par Leon Nemoy, dans sa Karaïte Anthology.

### Commentaires bibliques
Des commentaires bibliques de Salman, qui étaient écrits en arabe, seul celui des Lamentations, achevé en 955 ou 956, a été publié ; la plupart des autres demeurent à l'état de manuscrit: 
- commentaire du Cantique des cantiques (Brit. Mus. Hebr. MS. No. 308)
- commentaire du livre de Ruth (St. Pétersbourg, collection Firkovich, No. 583)
- commentaire du livre d'Esther (ib. Nos. 583, 584)
- commentaire de l'Ecclésiaste (ib. No. 359; Brit. Mus. Or. No. 2517; le début ainsi que les ch. ii., vii., et ix. ont été édités par Hirschfeld dans sa Arabic Chrestomathy, pp. 103-108)
- commentaire du Livre des Psaumes (St. Pétersbourg, collection Firkovich, Nos. 555, 556, et 557).

Salman cite aussi ses commentaires sur le Livre de Daniel, le livre de Job, et les Proverbes qui n'existent plus. Il promet par ailleurs d'écrire un commentaire sur le Pentateuque, qui n'a probablement jamais été réalisé.
L'esprit d'intolérance dont l'auteur avait fait montre dans ses Milḥamot, se retrouve également dans ses commentaires de la Bible. Il s'en prend par ailleurs, dans son commentaire des Psaumes, aux nations étrangères. De plus, en parfaite opposition avec son rival, ainsi qu'avec de nombreux Karaïtes contemporains, il réprouve dans le même temps l'étude des sujets profanes, mettant en garde les Karaïtes contre l'étude des langues étrangères et, plus encore, des travaux philosophiques. Les théories d'Euclide et de Ptolémée sont, à ses yeux, contraires aux leçons de la Loi.
Cependant, Salman y expose aussi, dans sa glose sur « les roses » (Psaumes 69:1), son récit des origines du mouvement karaïte en dehors de tout contexte polémique. Le processus se serait passé en quatre étapes : la première est la venue d'Anan ben David, qui a milité pour que les Juifs reviennent à l'étude de la « Torah de Dieu » (c'est-à-dire la Torah écrite) ; vient ensuite Benjamin al-Nahawendi, dont le fondamentalisme est plus puissant encore que celui d'Anan ; viennent ensuite les Karaïtes proprement dits, qui émigrent de toutes parts vers Jérusalem ; lors de la quatrième étape, les Karaïtes installés à Jérusalem y ont prospéré, et d'eux sont issus « les roses, » c'est-à-dire les dirigeants spirituels des Karaïtes qui donnent forme à la Loi karaïte, au nombre desquels Salman se compte vraisemblablement.

### Autres
Salman a par ailleurs traduit en arabe et commenté les prières karaïtes (St. Pétersbourg, collection Firkovich, No. 638), et composé Ḥibbour, un ouvrage à caractère probablement liturgique.
Il cite aussi:
- le Ḥuruf al-Abdal, sur les lettres de permutation,
- un livre sur les avantages des prêtres ;
- un essai sur la résurrection, qu'il n'a probablement pas écrit.